# Wilhelm Dürr der Jüngere

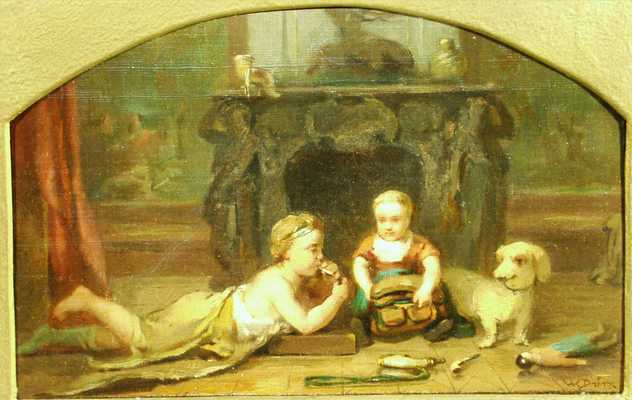
Zwei spielende Kinder, Öl auf Malpappe, signiert von Wilhelm Dürr

Wilhelm Dürr der Jüngere (* 24. August 1857 in Freiburg im Breisgau; † 23. Februar 1900 in München) war ein deutscher Maler und Zeichner, sowie Professor an der Kunstakademie in München. 

## Leben
Er war der Sohn des Malers Wilhelm Dürr der Ältere (1815–1890) und dessen Frau Berta Gruny. Sein Neffe war der Maler Rudolf Großmann.
Nach einer ersten Ausbildung bei seinem Vater kam er 1874 in die Antikenklasse der Münchener Kunstakademie. Dort wurde er von Wilhelm von Diez ausgebildet und stark beeinflusst. Ein Wendepunkt war die Münchener Kunstausstellung von 1883, wo er die französische Freilichtmalerei sowie die Werke deutscher Künstler wie Fritz von Uhde und Max Liebermann kennenlernte. Bekannt wurde er in den 1880er Jahren mit Stillleben und Porträts. 
Um 1890 war er in den Künstlerkolonien von Dachau und Osternberg im Innviertel (heute Teil von Braunau am Inn), um Landschaftsmalerei zu lernen. Daneben war er wie sein Vater auch für die Ausstattung mehrerer Kirchen und anderer Gebäude in Freiburg und Umgebung verantwortlich. 1888 errang er die Goldmedaille der Großen Münchner Kunstausstellung für das Bild Madonna im Grünen. Nach diesem Erfolg wurde er zunächst Hilfslehrer an der Münchener Akademie und 1892 Professor. Er unterrichtete dort hauptsächlich im Aktzeichnen. Am Ende seines Lebens war er schwer krank und malte nur noch wenige Bilder.
In Dachau erinnert die Wilhelm-Dürr-Straße an den Maler.

## Werke (Auswahl)
- 1885 in Zusammenarbeit mit dem Maler Ludwig Herterich das Treppenhaus im Großherzoglichen Palais in Baden-Baden
- 1886 mit seinem Vater Entwurf für ein Fenster des Freiburger Münsters (Hl. Hieronymus und Erzherzog Albrecht VI.)
- 1888 Madonna im Grünen